# Everybody's Got Something to Hide Except Me and My Monkey
Everybody's Got Something to Hide Except Me And My Monkey (Lennon/McCartney) är en låt av The Beatles från 1968.

## Låten och inspelningen
Denna bluesiga låt, av John Lennon, satte man vid fyra tillfällen (26 – 27 juni, 1 och 23 juli 1968) och man försökte dels spela snabbare än vanligt samt även speeda upp inspelningen en smula för att få det tempo man önskade. I övrigt präglas låten av en slamrande klocka. Allt som allt tog det 32 timmar att spela in låten, där texten just inte betyder någonting. Detta och många andra spår som spelades in 1968 pekar på att gruppen försökte återvända till rötterna. Låten kom med på LP:n The Beatles, som utgavs i England och USA 22 november respektive 25 november 1968.